# 光滑单极虫
光滑单极虫（学名：Thelohanellus hovorkae）为单极科单极虫属的动物。分布于俄罗斯以及湖北、福建、四川、浙江、武陵山地区、黑龙江流域等，营寄生生活，寄生在肾（鲤、鲫、红鲤）、鳃（鲤、鲫）、体表（鲫、鲤）、胆囊、膀胱、肝、肠、肠系膜（鲫、鲤）。